# Калафат, Гийом
Гийом Калафат (фр. Guillaume Calafat) — французский историк, главный редактор журнала «Анналы» с января 2024 года.

## Биография
Родился на юге Франции, среднее образование получил в Авиньоне. В 2001-2003 годах учился в Лицеи Людовика Великого в Париже.
Профессиональное историческое образование получил в Высшей Нормальной школе (Париж), где учился в 2003-2008 годах. Параллельно с 2006 года учился в Университете Париж 1 Пантеон-Сорбонна, где защитит магистерскую диссертацию на тему: «Морские суды и правовая практика в Пизе и Ливорно».
В 2011-2014 годах преподавал во  Французской школе в Риме.
С 2014 года преподает в Университете Париж 1 Пантеон-Сорбонна.
С 2015 года член редакции журнала «Анналы».
В 2017 году в Университете Париж 1 Пантеон-Сорбонна защитил докторскую диссертацию на тему: «Ревнивое море: морские юрисдикции, свободные порты и регулирование торговли в Средиземноморье (1590-1740)».
C января 2024 года главный редактор журнала «Анналы».

## Книги
- Консульское учреждение и торговцы в средиземноморском мире (XVII-XX века). Рим. 2017 (совместно с Арно Бартоломеем, Матье Грене и Йоргом Ульбертом).
- Ревнивое море: вклад в историю суверенитета: Средиземное море, семнадцатый век. Париж. 2019.
- Исследование мира, еще одна история великих открытий. Париж. 2019 (совместно с Роменом Бертраном, Элен Блэ и Изабель Юллан-Донат).